# Григоркіно (Ленінградська область)
Григоркіно (рос. Григоркино) — присілок Бокситогорського району Ленінградської області Росії. Входить до складу Самойловського сільського поселення.
Населення — 1 особа (2003 рік).